# Drahoslav
Drahoslav je mužské jméno slovanského původu. Jeho frekventovanější obdobou používanou především v Bulharsku a na Balkánu je Dragan. Vykládá se jako „drahý, komu je drahá sláva, slavný drahostí“.
V českém občanském kalendáři má svátek 17. ledna.

## Domácké podoby
Drahuš, Drahoš, Draho, Drahošek, Dráža, Drahoušek, Drahý, Slávek, Sláveček, Sláva, Slávík

## Statistické údaje
Následující tabulka uvádí četnost jména v ČR a pořadí mezi mužskými jmény ve srovnání dvou roků, pro které jsou dostupné údaje MV ČR – lze z ní tedy vysledovat trend v užívání tohoto jména:
| Rok       | Četnost   | Pořadí   |
| 1999      | 1434      | 139.     |
| 2002      | 1386      | 141.     |
| Porovnání | o 48 méně | o 2 hůře |
| 2006      | 1283      | 154.     |
| 2013      | 1081      | 394.     |

Změna procentního zastoupení tohoto jména mezi žijícími muži v ČR (tj. procentní změna se započítáním celkového úbytku mužů v ČR za sledované tři roky 1999–2002) je −2,6 %.

## Drahoslav v jiných jazycích
- Slovensky: Drahoslav
- Polsky: Drogosław
- Srbsky, bulharsky: Dragoslav

## Známí nositelé jména
- Drahoslav Makovička (1927–2018) – český dramaturg a scenárista
- Drahoslav Holub (1921–2006) – český scenárista a režisér dokumentárních filmů